# Аргиопа Брюнниха
Аргиопа Брюнниха, или паук-оса (лат. Argiope bruennichi) — вид аранеоморфных пауков. Является представителем обширного семейства пауков-кругопрядов (Araneidae). Одной из характерных отличительных особенностей данной группы является их способность расселяться при помощи паутинок с восходящими потоками воздуха. Данная особенность биологии отчасти определяет заселение южными видами северных территорий.
Видовое название дано в честь Мортена Тране Брюнниха (1737—1827) — датского зоолога и минералога.

## Описание
Средней величины пауки. Длина тела самок до 3 см, самцы значительно мельче — до 0,5 см. Ноги длинные и тонкие (длина до 5 см и более.). На юге данный вид имеет большее количество линек, поэтому они вырастают до более крупных размеров. У взрослых особей резко выражен половой диморфизм. У самок брюшко округло-продолговатой формы. Спинной рисунок брюшка имеет вид ряда чёрных поперечных полос на ярко-жёлтом фоне, напоминает внешне брюшко осы. Головогрудь серебристая. Ноги светлые, с чёрными широкими кольцами. Самцы имеют невзрачную окраску. Брюшко самцов узкое, светло-бежевого цвета с двумя продольными тёмными полосками. Ноги длинные, с расплывчатыми тёмными кольцами. На педипальпах выражены крупные бульбусы — мужские половые органы.

## Ареал
Палеарктический вид, тяготеющий к зоне степей и пустынь. Распространён в Северной Африке, Южной и Центральной Европе, в Крыму, на Кавказе, в Казахстане, Малой и Средней Азии, Китае, Корее, Индии и Японии. В европейской части России северная граница распространения по данным на конец 1960 — начало 1970-х годов проходила по 52-53° с. ш. На 2022 год, аргиопа распространена выше черты 58°.
На территории России распространён в Брянской, Волгоградской, Орловской, Липецкой, Пензенской, Воронежской, Тамбовской, Ульяновской, Челябинской,Саратовской и Оренбургской областях. В последние годы отмечается в Рязанской, Тульской, Московской областях.
В 2015 году обнаружен на территории Рдейского заповедника Новгородской области. На территории Калужской области впервые обнаружен в августе 1999 года.
Предпочитает луга, обочины дорог, лесные опушки и прочие открытые солнечные участки, тяготеет к ксерофильной растительности. Селится на кустарниках и травянистых растениях.

## Опасность для человека
Укус аргиопы довольно болезненный — сравним с пчелиным или осиным. В большинстве случаев для человека яд не опасен.

## Биология
Как и другие пауки, плетет ловчие сети в сумеречное время, строительство занимает около часа. Паутинная сеть крупная, колесовидная. В центре спиральной сети располагается стабилиментум — хорошо заметные нити, образующие зигзагообразный рисунок. Это отличительная черта сетей многих пауков-кругопрядов. У аргиопы стабилиментума — два, они отличаются зигзагообразной формой и располагаются напротив друг друга, расходясь от центра сети.
Самки обычно сидят в центре сети, широко расправив ноги, при этом ноги первой и второй пар, а также третьей и четвёртой обычно сближены так, что паук напоминает визуально букву X.
Питаются прямокрылыми и различными другими насекомыми.
Спаривание происходит сразу же после линьки, предшествующей созреванию самки, пока покровы её хелицер (челюстей) остаются мягкими. Это единственное время, когда самец может осуществить спаривание без риска быть съеденным. Самка откладывает яйца в крупный кокон, который размещается рядом с ловчей сетью. Кокон охраняется самкой и внешне напоминает семенную коробочку растений. Паучата покидают кокон в конце или середине мая (зависит от широты).

## Галерея

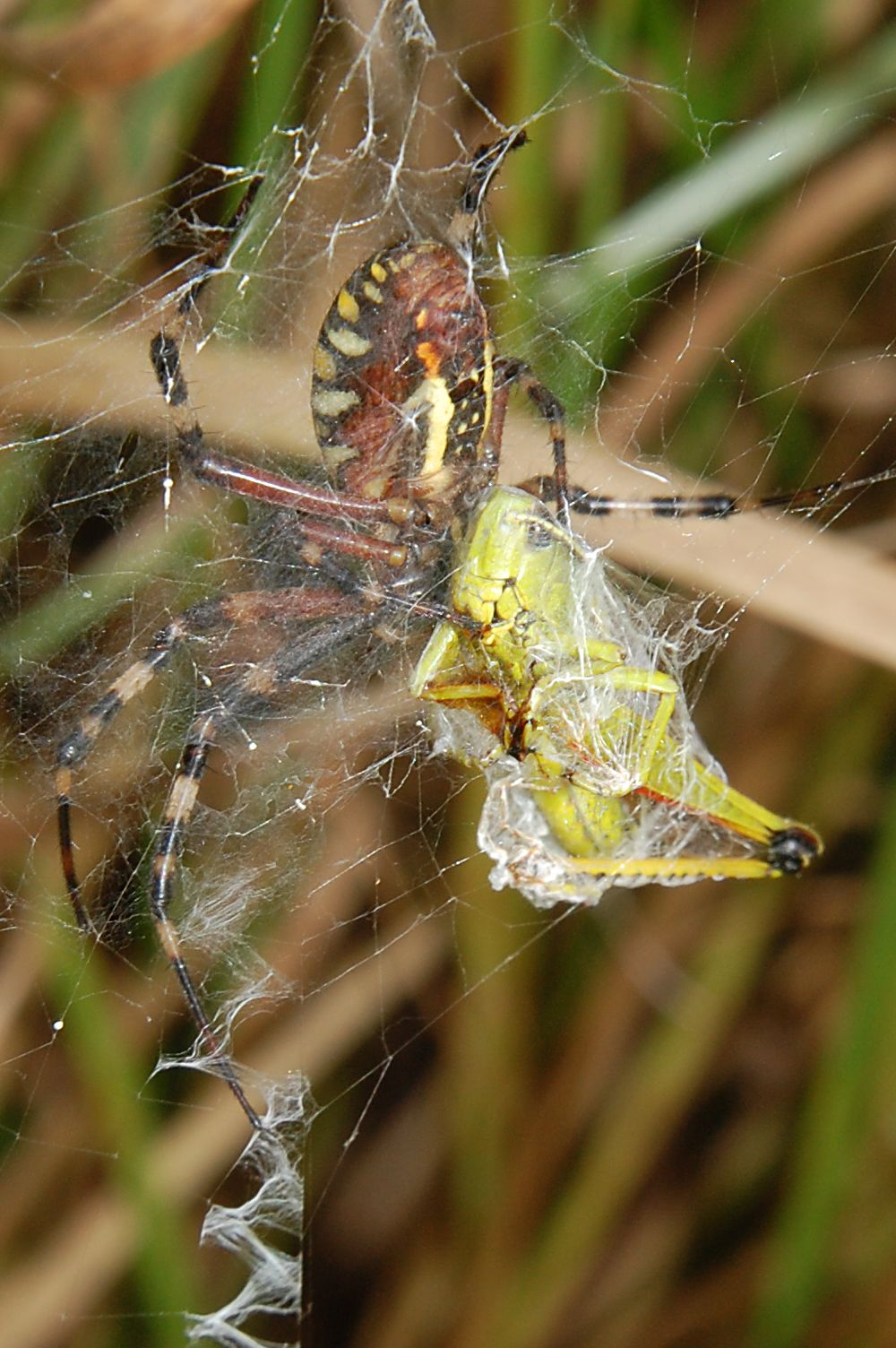
Самка с жертвой
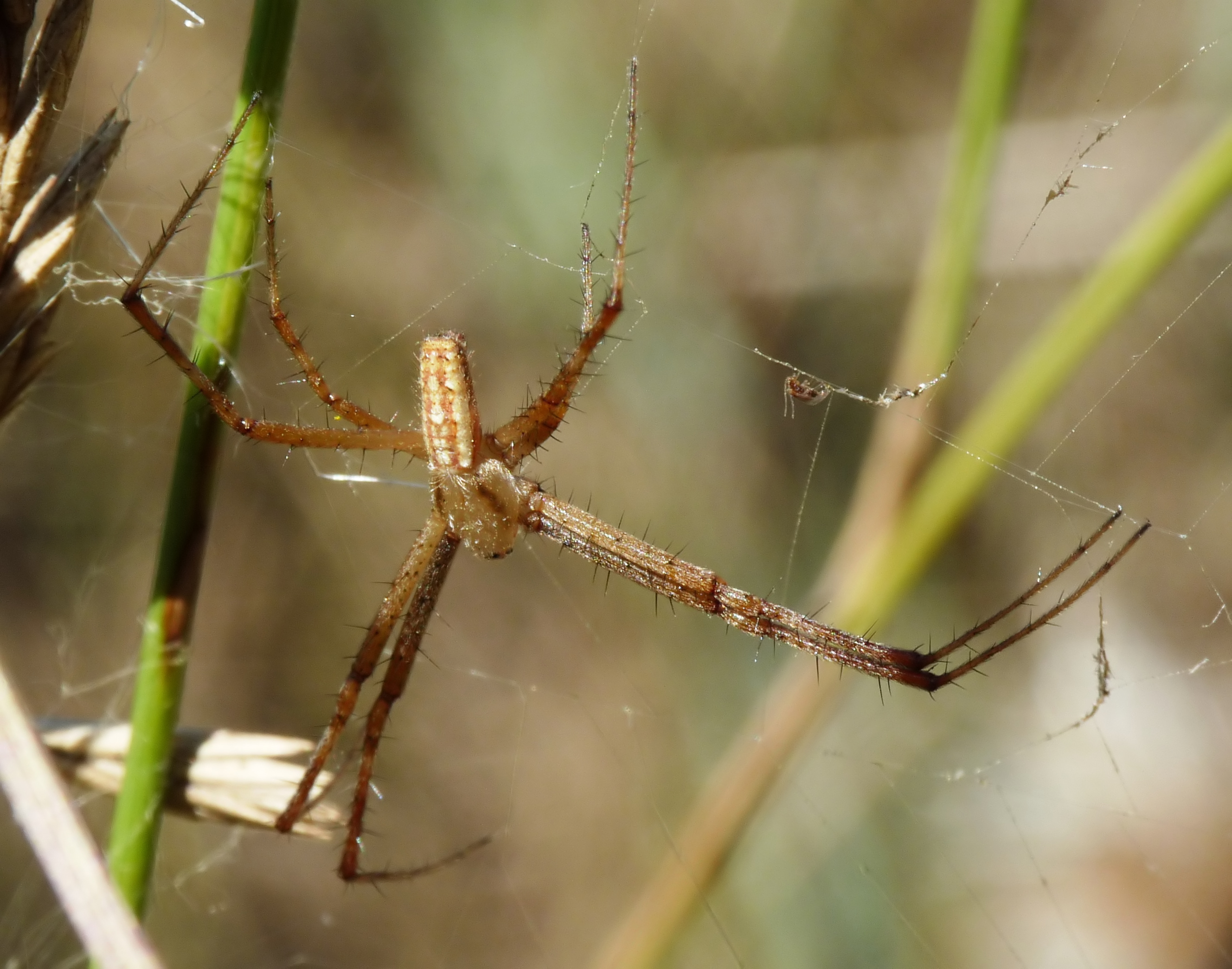
Самец на ловчей  сети
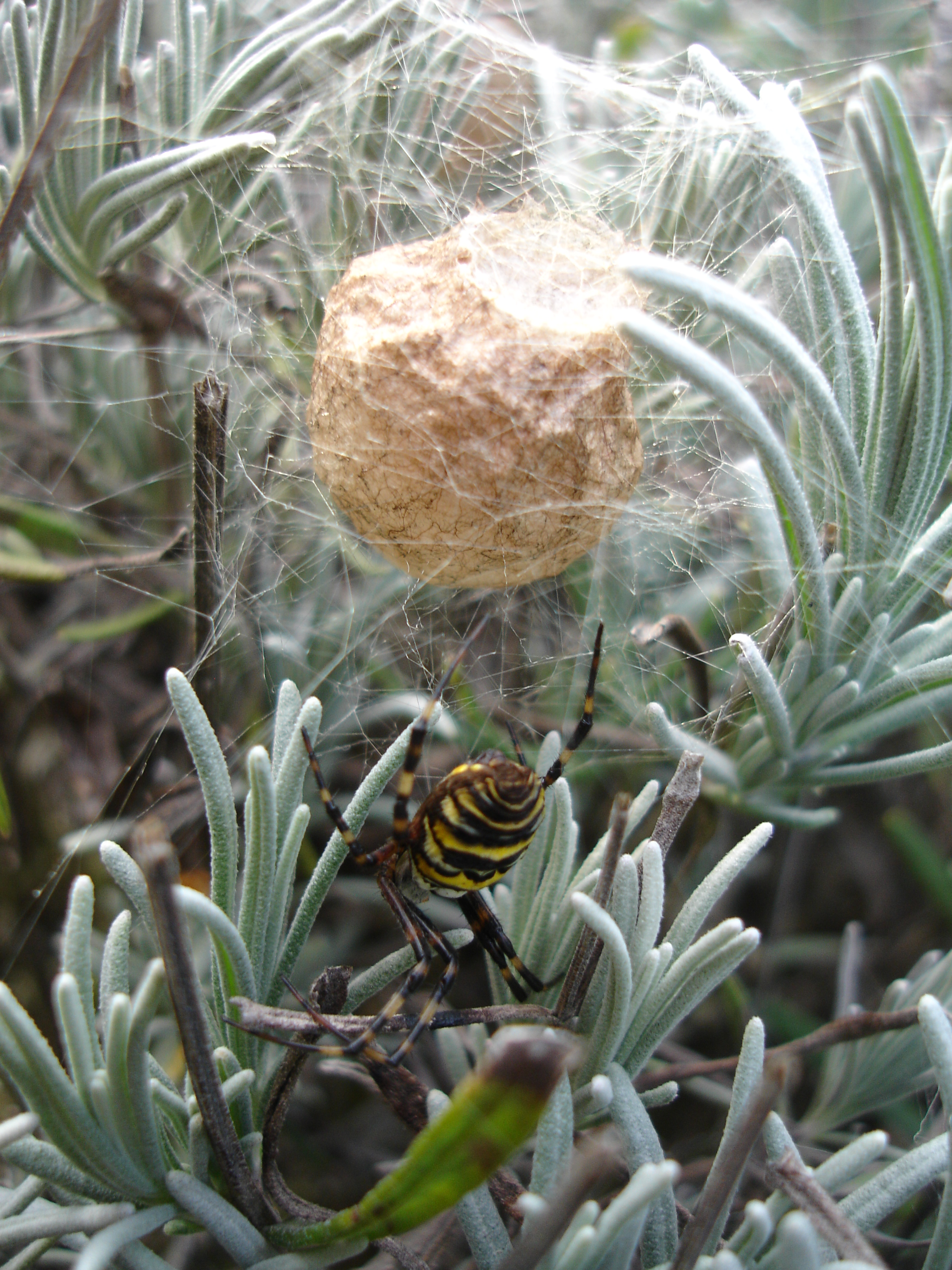
Самка с коконом
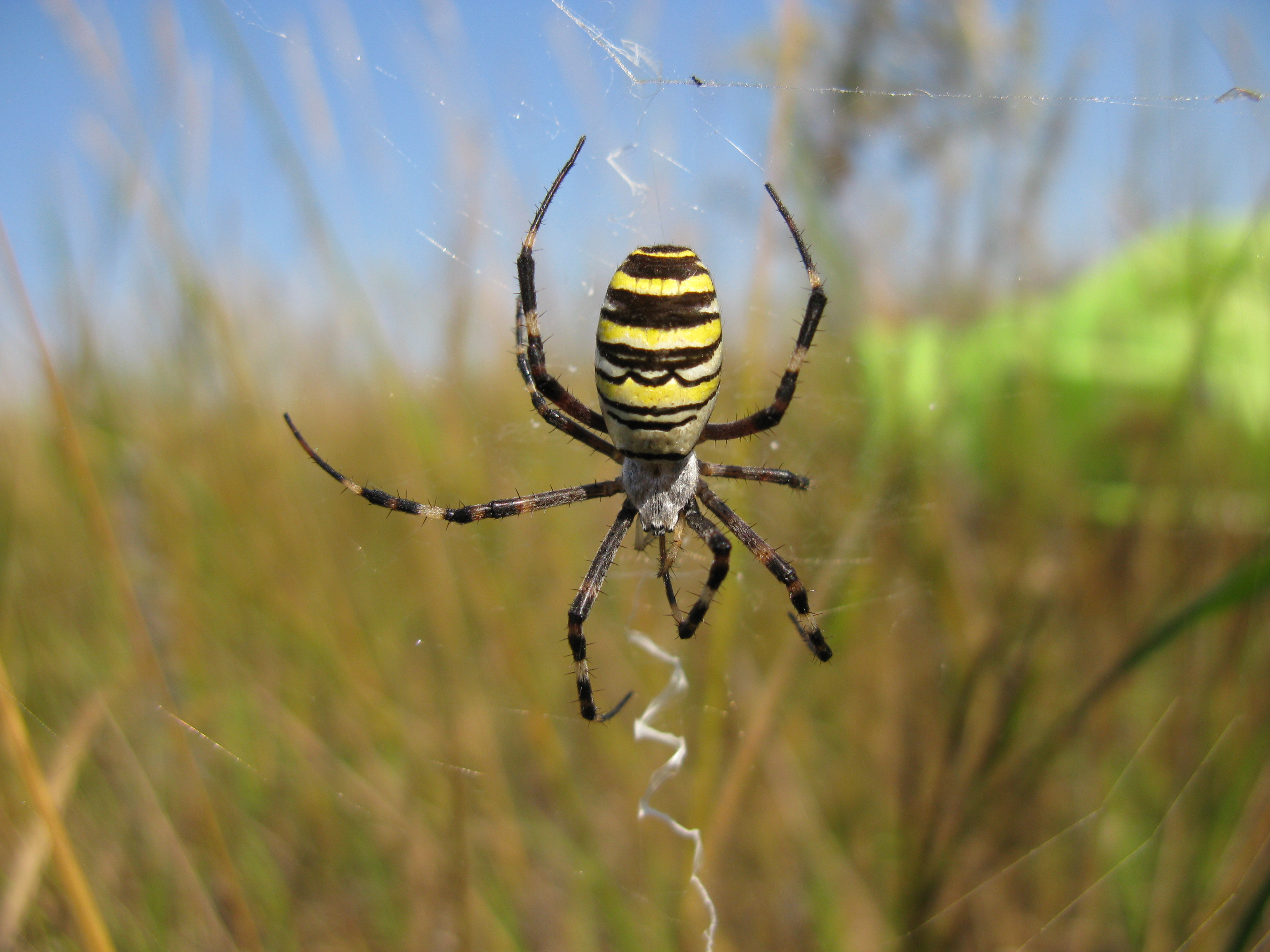
Самка на ловчей сети